# Tóxcatl

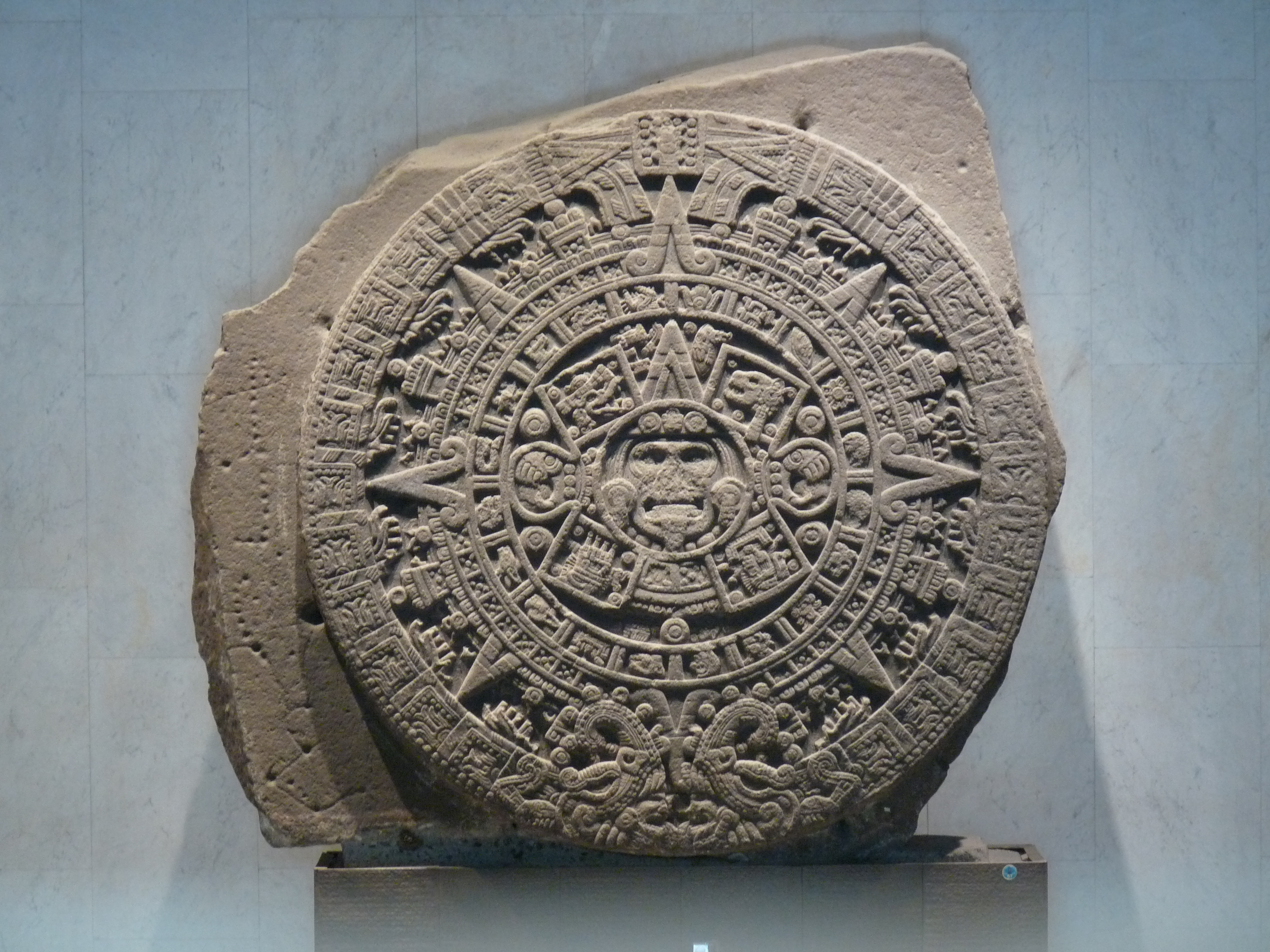
Monolito de la Piedra del Sol, también llamado Calendario azteca (Museo nacional de Antropología e Historia, Ciudad de México)

Tóxcatl " Aligeramiento de carga. Es el quinto mes del calendario civil Cempohualli mexica,  esta veintena de días estaba dedicada  a Yayauhki y Huitzilopochtli, mediante ofrendas de maíz tostado (palomitas), las cuales eran engarzadas a manera de collar y puesta en hombros de las deidades antes dichas, así como portadas por personas que ejecutaban danzas, las representaciones de estas deidades eran elaboradas con amaranto Amaranthus mezclado con miel de abeja. La nobleza Mexica realizaba una gran fiesta en los patios del Templo Mayor para celebrar el final de este mes, elaborando una gran figura de Huitzilopochtli en amaranto y miel, esta era cargada en hombros y realizaba una procesión, acompañado de danzas y cantos, parte de la ceremonia consistía en repartir el amaranto con miel entre el pueblo.
Durante la celebración que tuvo lugar el 22 de mayo de 1520 del calendario Juliano, que fue el último día de este mes, y que corresponde al día "9 Tecpatl" del año "2 tecpatl", los invasores españoles con Pedro de Alvarado a la cabeza realizaron una matanza de personas a traición contra los mexicas, conocida como Matanza de Tóxcatl, lo que provocaría más tarde la muerte de Moctezuma II huey tlatoahni de México-Tenochtitlan entre 1502 y 1520.